# Liste des évêques et archevêques d'Antsiranana

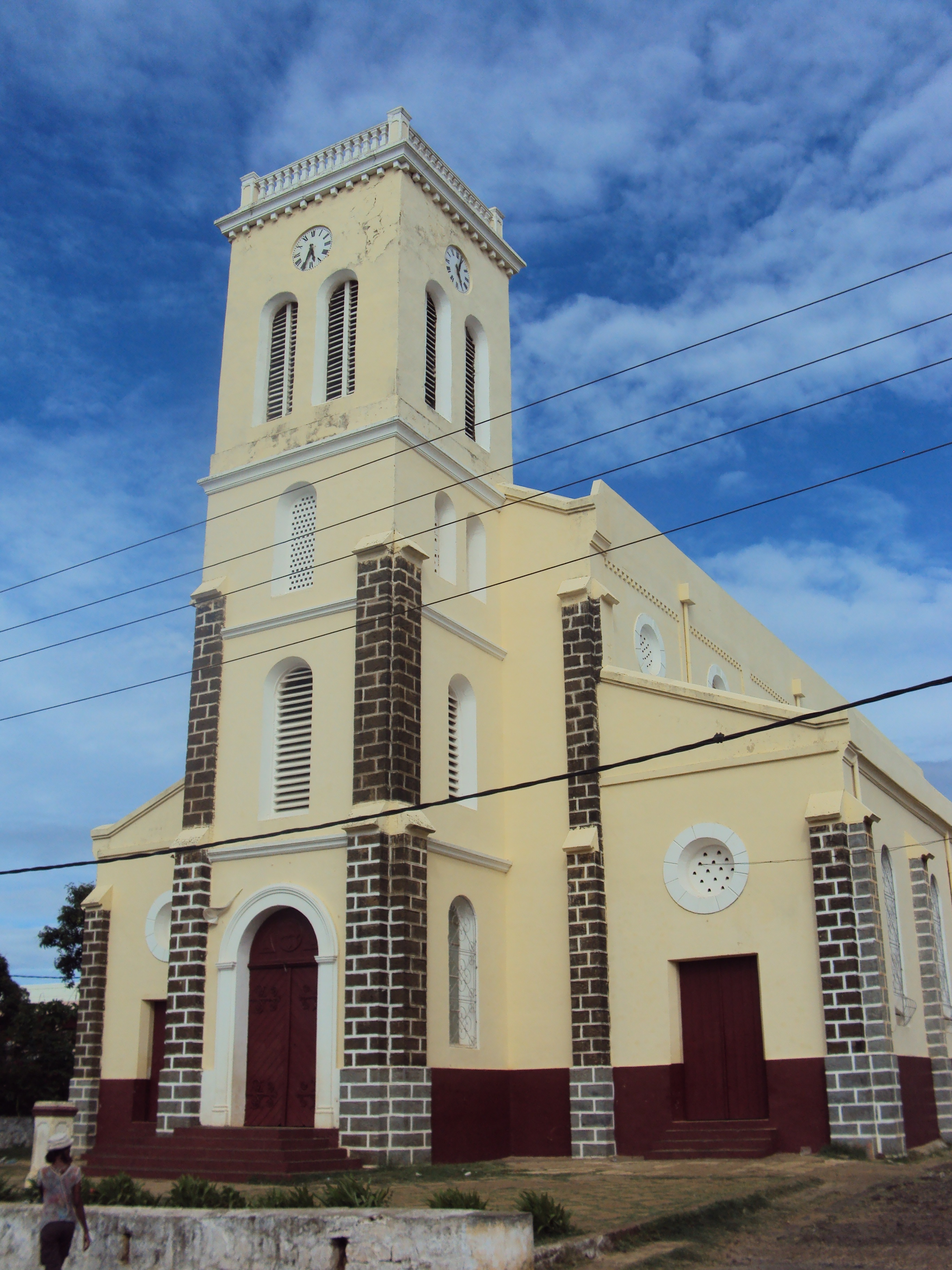
Cathédrale d'Antsiranana

Liste des évêques et archevêques d'Antsiranana (Archidioecesis Antsirananensis)
Le vicariat apostolique de Madagascar Nord est créé le 16 janvier 1896, par détachement de celui de Madagascar.
Il change de dénomination le 20 mai 1913 pour devenir le vicariat apostolique de Diégo-Suarez.
Ce dernier est érigé en évêché le 14 septembre 1955, puis en archevêché le 11 décembre 1958.
Il change de dénomination le 28 octobre 1989 pour devenir l'archevêché d'Antsiranana.

## Sont vicaires apostoliques
- 16 janvier 1896-5 juillet 1898 : siège vacant
  - 16 janvier 1896-5 juillet 1898 : Jean-Baptiste Cazet, vicaire apostolique de Madagascar, administre le nouveau vicariat apostolique de Madagascar Nord en attendant la nomination du première titulaire du siège.
- 5 juillet 1898-† 25 juillet 1914 : François-Xavier Corbet, vicaire apostolique de Madagascar Nord, puis de Diégo-Suarez (20 mai 1913). Cumule cette fonction avec celle de préfet apostolique l'Île de Mayotte, de Nossi Bé et des Comores à partir du 29 mai 1901[1].
- 25 juillet 1914-avril 1946 : Auguste Fortineau (Auguste Julien Pierre Fortineau), vicaire apostolique de Diégo-Suarez. Cumule cette fonction avec celle de préfet apostolique l'Île de Mayotte, de Nossi Bé et des Comores jusqu'au 15 mai 1932[2].
- 13 février 1947-14 septembre 1955 : Edmond Wolff (Edmond Marie Jean Wolff), vicaire apostolique de Diégo-Suarez.

## Est évêque
- 14 septembre 1955-11 décembre 1958 : Edmond Wolff (Edmond Marie Jean Wolff), promu évêque de Diégo-Suarez.

## Sont archevêques
- 11 décembre 1958-13 avril 1967 : Edmond Wolff (Edmond Marie Jean Wolff), promu archevêque de Diégo-Suarez.
- 13 avril 1967-14 novembre 1998 : Albert Tsiahoana (Albert Joseph Tsiahoana)[3].
- 28 novembre 1998 - 27 novembre 2013[4] : Michel Malo
- depuis le 27 novembre 2013[4] : Benjamin Ramaroson (Benjamin Marc Balthason Ramaroson)[5]

## Sources
- L'Annuaire Pontifical, sur le site http://www.catholic-hierarchy.org, à la page